# Patinação de velocidade nos Jogos Olímpicos de Inverno de 1994
A patinação de velocidade(pt-BR) ou patinagem de velocidade(pt-PT?) nos Jogos Olímpicos de Inverno de 1994 consistiu de cinco eventos para homens e cinco para mulheres. As provas foram realizadas no Vikingskipet em Lillehammer, na Noruega, entre 13 e 23 de fevereiro de 1994.

## Medalhistas
Masculino
| Evento                | Ouro                          | Prata                             | Bronze                           |
| --------------------- | ----------------------------- | --------------------------------- | -------------------------------- |
| 500 metros detalhes   | Aleksandr Golubev RUS Rússia  | Sergey Klevchenya RUS Rússia      | Manabu Horii JPN Japão           |
| 1000 metros detalhes  | Dan Jansen USA Estados Unidos | Igor Zhelezovski BLR Bielorrússia | Sergey Klevchenya RUS Rússia     |
| 1500 metros detalhes  | Johann Olav Koss NOR Noruega  | Rintje Ritsma NED Países Baixos   | Falko Zandstra NED Países Baixos |
| 5000 metros detalhes  | Johann Olav Koss NOR Noruega  | Kjell Storelid NOR Noruega        | Rintje Ritsma NED Países Baixos  |
| 10000 metros detalhes | Johann Olav Koss NOR Noruega  | Kjell Storelid NOR Noruega        | Bart Veldkamp NED Países Baixos  |

Feminino
| Evento               | Ouro                            | Prata                         | Bronze                         |
| -------------------- | ------------------------------- | ----------------------------- | ------------------------------ |
| 500 metros detalhes  | Bonnie Blair USA Estados Unidos | Susan Auch CAN Canadá         | Franziska Schenk GER Alemanha  |
| 1000 metros detalhes | Bonnie Blair USA Estados Unidos | Anke Baier GER Alemanha       | Ye Qiaobo CHN China            |
| 1500 metros detalhes | Emese Hunyady AUT Áustria       | Svetlana Fedotkina RUS Rússia | Gunda Niemann GER Alemanha     |
| 3000 metros detalhes | Svetlana Bazhanova RUS Rússia   | Emese Hunyady AUT Áustria     | Claudia Pechstein GER Alemanha |
| 5000 metros detalhes | Claudia Pechstein GER Alemanha  | Gunda Niemann GER Alemanha    | Hiromi Yamamoto JPN Japão      |

## Quadro de medalhas
| Ordem | País               | Medalha de ouro | Medalha de prata | Medalha de bronze |    |
| ----- | ------------------ | --------------- | ---------------- | ----------------- | -- |
| 1     | NOR Noruega        | 3               | 2                |                   | 5  |
| 2     | USA Estados Unidos | 3               |                  |                   | 3  |
| 3     | RUS Rússia         | 2               | 2                | 1                 | 5  |
| 4     | GER Alemanha       | 1               | 2                | 3                 | 6  |
| 5     | AUT Áustria        | 1               | 1                |                   | 2  |
| 6     | NED Países Baixos  |                 | 1                | 3                 | 4  |
| 7     | BLR Bielorrússia   |                 | 1                |                   | 1  |
| 7     | CAN Canadá         |                 | 1                |                   | 1  |
| 9     | JPN Japão          |                 |                  | 2                 | 2  |
| 10    | CHN China          |                 |                  | 1                 | 1  |
| TOTAL | TOTAL              | 10              | 10               | 10                | 30 |